# Savage Pond
Savage Pond è un videogioco d'azione con protagonista un girino, pubblicato nel 1983-1984 per i computer Atari 8-bit, Acorn Electron, BBC Micro e Commodore 64 dalla Starcade Software, un'etichetta di Liverpool di cui l'unico altro titolo noto è Up Up and Away, che poi cedette i diritti alla Argus Press.

## Modalità di gioco
Il gioco si svolge nelle acque di uno stagno, rappresentato come un ambiente bidimensionale a schermata fissa, visto in sezione verticale. L'obiettivo è far sopravvivere e prosperare ua colonia di rane, a partire dallo stadio di girini, affrontando vari nemici naturali, la cui specie esatta è descritta nel manuale. Il giocatore controlla uno alla volta i girini che nascono da tre uova poste sul fondale. Il girino può nuotare nelle otto direzioni, ma quando il giocatore cambia bruscamente direzione deve fare una manovra di inversione. Tenendo premuto il pulsante di fuoco si nuota più lentamente.
Per sopravvivere si possono mangiare le numerose amebe sospese a mezz'acqua, mentre si devono evitare le idre ancorate al fondale. Occasionalmente una libellula sorvola la superficie e rilascia un uovo che affonda lentamente e può essere mangiato; ma se l'uovo raggiunge il fondo poi genera una larva commestibile che diventa infine una ninfa, che dà invece la caccia serrata al girino e va evitata finché non desiste. Di tanto in tanto cadono in acqua e affondano velocemente dei vermi che è importante mangiare in un certo numero, per far apparire una larva che, se mangiata subito, consente di passare al livello successivo.
In seguito compaiono altri animali ostili: meduse che fluttuano vicino alla superficie, pulci d'acqua che attaccano le uova del giocatore, un ragno palombaro, e anche l'uomo, che scarica nello stagno rifiuti radioattivi letali. Può cambiare anche la conformazione delle pareti rocciose. A livelli avanzati si ottiene una rana, che si posiziona su un isolotto; mentre si continua a controllare il girino, è anche possibile attivare con un tasto la lingua della rana, per mangiare le libellule e in seguito i calabroni, pericolosi per la rana.
Se il girino tocca uno dei pericoli muore, e ne nasce un altro; il gioco termina quando si perdono tutti i girini. Se però si è riusciti prima a ottenere almeno una rana, questa si accoppia e produce un nuovo uovo e quindi un altro girino, poi se ne va. 